# Natalja Borissowna Iwanowa

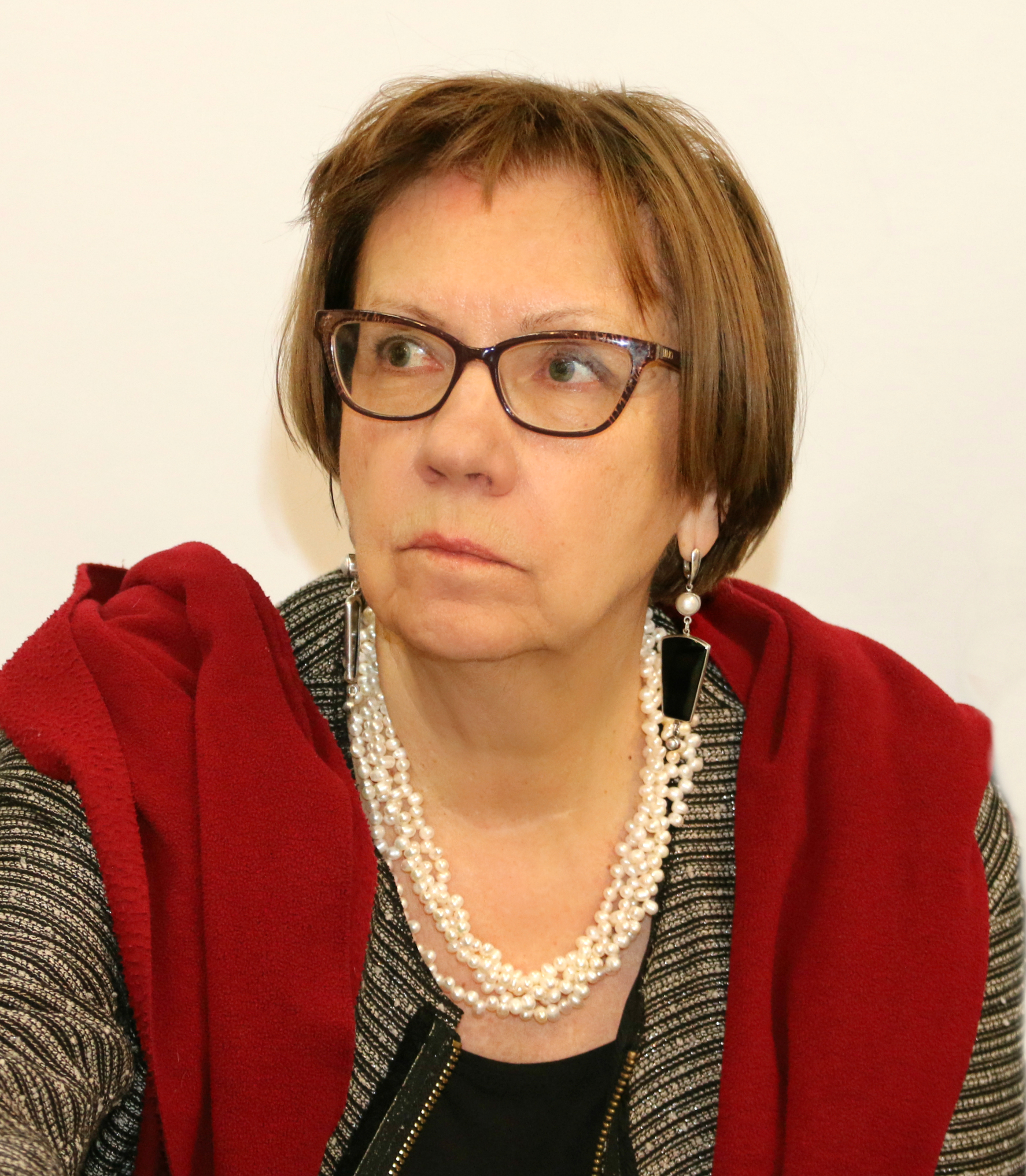
Natalja Borissowna Iwanowa (2016)

Natalja Borissowna Iwanowa (russisch Наталья Борисовна Иванова; * 17. Mai 1945 in Moskau) ist eine sowjetische bzw. russische Journalistin und Literaturwissenschaftlerin.

## Leben
Iwanowa stammte aus einer Journalistenfamilie. Nach dem Mittelschulabschluss mit Goldmedaille begann sie das Studium an der Lomonossow-Universität Moskau (MGU) in der Romanistik-Germanistik-Abteilung der Philologie-Fakultät, um nach einem Jahr in die Russistik-Abteilung zu wechseln. Sie nahm an Wladimir Turbins Lermontow-Seminar teil und fertigte ihre Diplomarbeit über die Poesie Karolina Pawlowas und Jewdokija Rostoptschinas an. Es folgte die Aspirantur an der MGU (Abschluss 1970), in der sie die Interpretation des Werks Fjodor Dostojewskis in der modernen Literaturkritik der USA untersuchte.
Darauf arbeitete Iwanowa im Verlag Sowremennik (Der Zeitgenosse) in der Literaturkritik- und Literaturgeschichte-Redaktion und ab 1972 in der Snamja als Redakteurin der Poesie-Abteilung. Sie wurde 1979 Mitglied des Redaktionskollegiums der Snamja und Redakteurin der Prosa-Abteilung, 1991 Vizechefredakteur und 1993 Erste Vizechefredakteurin. Von 1986 bis 1991 war sie auch Mitglied des Redaktionskollegiums der Zeitschrift Druschba narodow (Völkerfreundschaft) und Redakteurin der Poesie-Abteilung.
In der Journalistik-Fakultät der MGU hatte Iwanowa 1985 ihre Dissertation über Juri Trifonow in der modernen Literaturkritik mit Erfolg für die Promotion zur Kandidatin der philologischen Wissenschaften verteidigt. Sie hielt Vorlesungen an Universitäten in den USA, Großbritannien, Hongkong, Japan, Frankreich, Italien, der Schweiz und China. An der Princeton University war sie 1993 Gastprofessorin. Sie veröffentlichte mehr als 500 Arbeiten über russische Literatur, von denen viele in europäische Sprachen übersetzt wurden. Insbesondere befasste sie sich mit Fasil Iskander.
Iwanowa ist Mitglied des Moskauer PEN-Zentrums (Vorsitzende seit 2021) und des Moskauer Schriftstellerverbands. Sie wurde 1997 Gründungsmitglied der Akademie der Russischen Modernen Literaturwissenschaft und war 1999–2001 deren Präsidentin. Sie initiierte die Stiftung des Iwan-Petrowitsch-Belkin-Literaturpreises (Iwan Petrowitsch Belkin war ein Pseudonym Alexander Puschkins) und betreut ihn seit 2002. Sie wurde 2009 Präsidentin der Russische-Literaturinitiative-Stiftung und war 2012–2017 Jury-Vorsitzende des russisch-italienischen Poetik-Preises Bella.
An der Universität St. Petersburg hatte Iwanowa 2006 ihre Doktor-Dissertation über die moderne russische Literatur im Hinblick auf das Metasujet und dessen Perzeption mit Erfolg für die Promotion zur Doktorin der philologischen Wissenschaften 2007 verteidigt.
In 1. Ehe war Iwanowa mit Alexander Anatoljewitsch Rybakow (1940–1994, Sohn des Schriftstellers Anatoli Rybakow) verheiratet. Ihre Tochter ist die Schriftstellerin Maria Rybakova. In 2. Ehe heiratete Iwanowa den Journalisten Alexander Nilin (* 1940).

## Ehrungen, Preise
- Ehrenzeichen der Sowjetunion (1990)[5]
- Zarskoje-Selo-Kunstpreis (1998)[1]
- Preis Joseph Brodsky auf Ischia der Freunde Ischias (2016)[6]
- Preis der Regierung der Russischen Föderation im Bereich Massenmedien (2021)[7]
- Preise verschiedener Literaturzeitschriften